# Ian Hickson
Ian „Hixie” Hickson (ur. 1980 w Genewie) – informatyk, autor testów Acid2 i Acid3, specyfikacji WHATWG HTML 5 i protokołu Pingback oraz wczesnej wersji roboczej specyfikacji Web Applications 1.0. Jest zwolennikiem otwartych standardów internetowych i odegrał kluczową rolę w rozwoju różnych specyfikacji standardów, m.in. CSS. Hickson był współredaktorem specyfikacji CSS 2.1.
Hickson urodził się w Genewie, w Szwajcarii, gdzie mieszkał do 10 roku życia. W późniejszych latach przeprowadził się do Anglii. Studiował fizykę na Uniwersytecie w Bath. Pracował na stażu w Netscape w Kalifornii, a następnie na pełnym etacie w Opera Software w Oslo. Obecnie pracuje dla Google w San Francisco Bay Area i jest redaktorem specyfikacji w grupie roboczej Web Hypertext Application Technology (WHATWG).